# Caroline (Schiff, 1885)
Die Caroline war ein kleiner Schraubensalondampfer auf dem Bodensee, der nach einem Unfall 1919 unter dem Namen Stadt Radolfzell den Beinamen „Kartoffeldampfer“ erhielt.

## Geschichte
Das Schiff gehörte ursprünglich den k.k. Staatsbahnen. Es wurde zunächst zu Vermessungszwecken genutzt oder sollte für Rundfahrten dienen und kam dann für einige Zeit auf den Zellersee im Salzkammergut. 1903 wurde das Fahrzeug vom Bregenzer Bürgermeister Carl Pedenz angekauft. Dieser ließ die Caroline umbauen und als Karoline im Lokalverkehr zwischen Bregenz und Lochau fahren, bis Lochau im Jahr 1910 eine Anlegestelle bekam, die von der Großschifffahrt bedient wurde. Daraufhin wurde die Karoline nach Radolfzell verkauft und versah fortan unter dem Namen Stadt Radolfzell zusammen mit dem Benzinboot Nymphe den Linienverkehr zwischen Radolfzell, Iznang und der Insel Reichenau. Während des Ersten Weltkriegs wurde die Nymphe, die als ehemaliges Segellastschiff noch etwas kleiner war als die Stadt Radolfzell, von der Seewache genutzt und die Stadt Radolfzell, die auch den Spitznamen „Hannokenkreuzer“ – nach einer Bezeichnung für die Einheimischen, die das Schiff vorwiegend nutzten – trug, war als einziges Schiff auf den genannten Strecken im Einsatz.

## Das Kartoffeldesaster

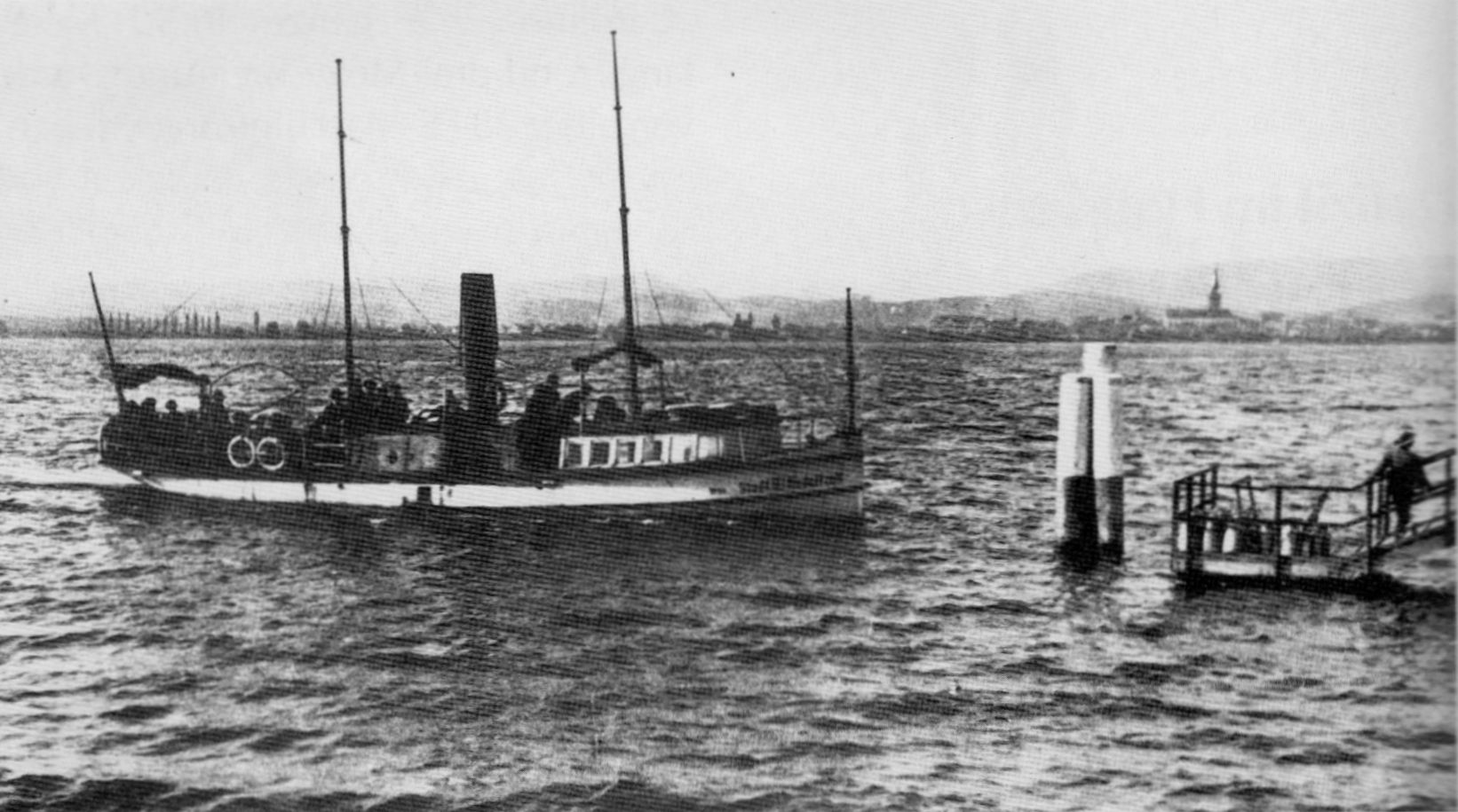
Als Stadt Radolfzell vor Iznang

Im Juli 1919 wurde die Stadt Radolfzell zur Insel Reichenau beordert, wo sie im Auftrag des Radolfzeller Versorgungsamtes 119 Zentner Frühkartoffeln abholen sollte. Dies war etwa das Doppelte der normalerweise gestatteten Zuladung des Schiffes, das unter der Last bis unter die Scheuerleiste eintauchte. Nachdem das Schiff auf seiner Fahrt nach Radolfzell schon etwa zwei Kilometer zurückgelegt hatte, stellte der Maschinist und Heizer fest, dass das Fahrzeug durch die Aschenauswurfluke langsam volllief und die Lenzpumpe dem zuströmenden Wasser nicht gewachsen war. Nachdem der Schiffsführer ein Notsignal abgegeben hatte, konnten die drei Besatzungsmitglieder und fünf Passagiere von Fischerbooten gerettet werden, der Dampfer jedoch sank mitsamt den Kartoffeln. Nachdem die Stadt Radolfzell einige Monate in 17 Metern Tiefe auf Grund gelegen hatte, konnte sie von einem Zürcher Tauchunternehmer gehoben werden und wurde anschließend nach Konstanz geschleppt. Ab dem Frühjahr 1920 konnte das Schiff wieder genutzt werden. 1921 kaufte die Schweizerische Dampfbootgesellschaft für den Untersee und Rhein das Schiff und setzt es weiterhin an der Höri ein.

## Strandung
Mitte November 1921 sollte das Schiff an einem Abend noch eine Fahrt von Radolfzell zur Reichenau absolvieren, wo die Reisenden Anschluss an einen Dampfer nach Stein am Rhein haben sollten. Das Schiff geriet jedoch in einen Sturm und lief schließlich vor dem Genslehorn auf eine Kiesbank auf. Raketen- und Pfeifsignale blieben unbemerkt, der Dampfer konnte sich auch aus eigener Kraft nicht mehr befreien und in den Fahrgastraum drang Wasser ein. Da niemand den Passagieren und der Besatzung zu Hilfe kam, mussten diese die Nacht in dem havarierten und knietief mit Wasser gefüllten Schiff zubringen. Erst anderntags konnte das Schiff nach Konstanz gelangen, wo es abermals repariert wurde.
Der Dampfer Hohenklingen, der an dem Unglücksabend auch die Reichenau anlaufen sollte, kam gleichfalls nicht an, da ihn das gleiche Schicksal ereilte wie die Stadt Radolfzell. Er lief beim Zapplerfach zwischen Gottlieben und Ermatingen auf Grund und kam während der Nacht ebenfalls nicht mehr frei.

## Ende und Nachfolger

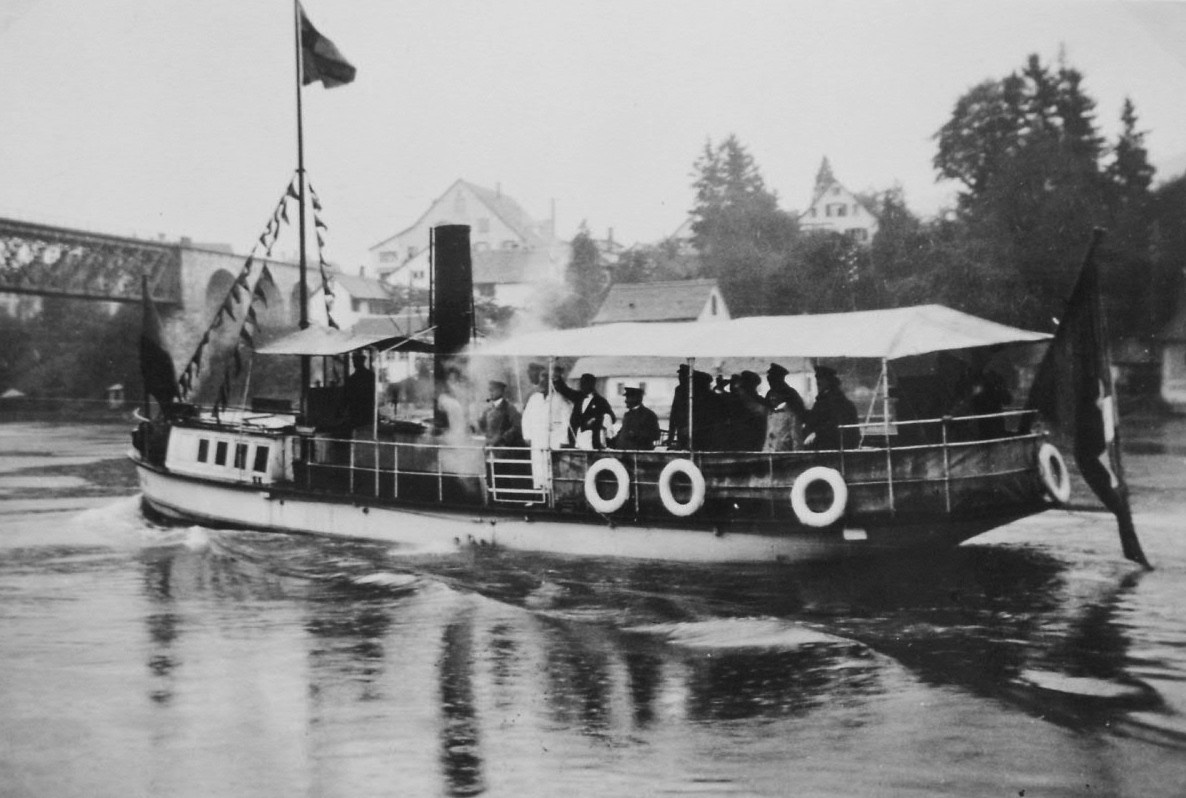
Letzte Fahrt der Stadt Radolfzell am 28. Mai 1928

Von 1924 bis 1926 wurde das Schiff nochmals von der Deutschen Reichsbahn angemietet und im Radolfzeller Seebecken eingesetzt. Seine letzte Fahrt fand am 28. Mai 1928 statt. Im Rahmen einer Bodenseerundreise mit Mitgliedern des Munotvereins Schaffhausen kehrte es noch einmal in seinen alten Heimathafen Bregenz zurück, ehe es einige Monate später verschrottet wurde. Den kleinen Dampfer mit den zwei hohen Masten und dem auffallend langen, dunklen Schornstein ersetzte ein neues Schiff, das ebenfalls den Namen Stadt Radolfzell erhielt.
Dieses Nachfolgeschiff existierte nicht lange. Da die Motorenanlage nicht zufriedenstellend arbeitete, wurde die neue Stadt Radolfzell schon 1934 wieder außer Dienst gestellt. Vorgesehen war, dass das Fahrzeug in Kressbronn in der Bodan-Werft zu einem Hilfsschiff für die Deutsche Reichsbahn in Lindau umgestaltet oder wenigstens teilweise dafür genutzt werden sollte. Stattdessen wurde das Schiff aber ausgeschlachtet und im Tiefen Schweb versenkt und die Reichsbahn erhielt mit der Greif ein ganz neu gebautes Dienstboot. Dieses wurde nach dem Ende des Zweiten Weltkrieges von der französischen Besatzungsmacht abtransportiert und bis Ende der 1990er Jahre in Rouen als Barkasse genutzt.